# Luis Mizón
Pour les articles homonymes, voir Louis Mizon, Mizon et Morales.
Luis Mizón Morales est un poète et romancier chilien né à Valparaíso le 22 janvier 1942 et mort le 30 décembre 2022. Il vivait à Paris depuis 1974.

## Biographie
Luis Mizón arrive à Paris à la suite du coup d'État militaire au Chili[Quand ?].
Il est remarqué par Roger Caillois qui traduit Terre prochaine en 1977 et L'Arbre en 1978. Depuis la mort de Caillois, Luis Mizón est régulièrement traduit par Claude Couffon.

## Œuvres
- Lejos de aquí / Loin d’ici, Al Fragor Ediciones (illustr. d'Javier Marticorena, Palito Wood y Manuel Sanfuentes), 2017.
- Valparaiso, port des murmures, éditions Méridianes (illustr. d'Alain Clément), 2013
- Marée Basse suivi de Six arbres, Æncrages & Co, 2012
- Poèmes 1986-1991 : Passage des nuages, chronique du blanc, L'éclipse, éditions Rhubarbe, 2010
- L'Oreiller d'argile, Al Manar, 2010
- Le Comptoir des papillons jaunes, Æncrages & C, 2010
- Pêcheur de lune, Al Manar, 2009
- Le Naufragé de Valparaiso, Æncrages & Co, 2008
- Poème d'eau et de lumière, Al Manar, 2008
- Voyages et retours, Rhubarbe, 2008
- l'eSCargot, Æncrages & Co, 2006
- La Rumeur des îles blanches, La Dragonne, 2005
- Les Jambes de l'abîme, Dumerchez, Paris, 2005
- Le Papillon déguisé, Dumerchez, Paris, 2005
- La Rumeur des Îles blanches suivi de Grand Erg, La Dragonne, Nancy, 2005
- Jacques Lacarrière. Le sacré bricolage de l'esprit. ed. Jean Michel Place, Paris, 2004
- Claudio Gay y la Formación de la Identidad Cultural Chilena, Editorial Universitaria, 2001, coll. « Imagen de Chile », 2001, 169 p. (ISBN 978-956-11-1580-4 et 956-11-1580-8, lire en ligne)
- Anthologie de la poésie précolombienne, avec Zeno Bianu, éd. Le Seuil, 2000
- Le Songe du figuier en flamme, poèmes traduits par Claude Couffon, éd. Folle Avoine, 1999
- L'Eucalyptus, poèmes traduits par Laurence Breysse, éd. Rougerie, 1998
- Barbes du vent, Æncrages & Co, 1997
- Ombres, éd. André Biren, 1994
- Jardin des ruines, poèmes traduits par Claude Couffon, éd. Obsidiane, 1992
- Le Manuscrit du Minotaure, texte traduit par Claude Couffon, éd. Brandes, 1992
- La Mort de l'Inca, roman, traduit par Claude Couffon, éd. Le Seuil, 1992
- L'Indien témoignage d'une fascination, essai. Éditions de la Différence, 1992
- Chevalier transparent, poèmes, éd. La Palimpseste, 1991
- Le Jardin du Luxembourg, texte traduit par Laurence Breysse, éd. Matarasso, 1991
- Amazones, poèmes, éd. L'équipement de la pensée, 1991
- Voyages et retour, poèmes traduits par Claude Couffon, éd. Obsidiane, 1989
- Noces, texte traduit par Claude Couffon, éd. Brandes, 1988
- Province perdue, éd. Cahiers de Royaumont, 1988
- Passion de l'Ile de Pâques, texte traduit par Nathalie Bréaud, éd. La Manufacture, 1988
- L'Indien témoignage d'une fascination (essai), Éditions de la Différence, 1992
- Chronique du blanc, Éditions Unes, 1991
- L'Éclipse, Éditions Unes, 1988
- Passage des nuages, Éditions Unes, 1986
- Bassin de pluie, éd. André Biren, 1985
- Le Rêve d'Adriana, éd. André Biren, 1985
- Terre brûlée, poèmes traduits par Claude Couffon, éd. Le Calligraphe, 1984
- Poème du Sud, éd. Gallimard, 1982
- Máscaras, livre d'art, sérigraphie de Pedro Uhart, 1982, Galerie Biren, Paris